# Уладзимир Караткевич
Уладзимир Караткевич (на беларуски: Уладзiмiр Караткевiч) е виден беларуски преводач и писател – поет, драматург, сценарист, автор на произведения в жанровете исторически роман, драма, фентъзи, детска литература и документалистика.

## Биография и творчество
Уладзимир Караткевич е роден на 26 ноември 1930 г. в Орша, Витебска област, Белоруска ССР, СССР, в семейство на интелектуалци. Има брат и сестра. Силно е повлиян от дядо си по майчина линия, който е добър разказвач. Чете от много малък и се интересува от историята. По време на Втората световна война са евакуирани в Рязан, Оренбург и Киев. Връщат се в Орша през 1944 г. Докато е в гимназията, започва да пише разкази, стихотворения и статии.
През 1954 г. завършва руска филология във Филологически факултет на Киевския университет. След дипломирането си в периода 1954 – 1956 г. е работи като учител по руски език и литература учител в село Лисавичи в района на Киев, а в периода 1956 – 1958 г. е учител в Орша. В периода 1958 – 1960 г. учи във Висшите литературни курсове и през 1962 г. курсове за сценаристи на Института по кинематография в Москва, след което започва да пише професионално предимно на историческа тема. Член на Съюза на писателите на Беларус от 1957 г.
През 1963 г. се мести в Минск. През 1971 г. се жени за преподавателката Валентина Никитина.
През втората половина на 1970-те години започва да работи за беларуската телевизия, където ръководи програмата „Наследство“, посветена на историята и културата на беларуските земи.
Първата му публикация е стихотворение от 1951 г., а след това издава три стихосбирки. Най-известен става с прозата си, в която се сблъскват романтиката и реализма, острия сюжет и ярките характери. Най-популярните му произведения са романът „Черният Олшански замък“ и повестта „Страшната ловна дружина на крал Стах“. Неговите романи са на теми предимно за историческото минало на Беларус, включително с Яновското въстание от 1863 – 1865 г.
Автор е на пиеси, очерци, филмови сценарии за късометражни и игрални филми, и литературна критика, някои от неговите произведения са филмирани.
За дейността си получава няколко национални литературни награди. Оказва силно влияние върху по-нататъшното развитие на историческите теми в беларуската литература.
Уладзимир Караткевич умира на 25 юли 1984 г. в Минск.

## Произведения

### Самостоятелни романи
- Леаніды не вернуцца да Зямлі (1960-1962) – издаден и като „Нельга забыць“
- Каласы пад сярпом тваім (1962-1964)
- Хрыстос прызямліўся ў Гародні (1965-1966)
- Чорны замак Альшанскі (1979) – Държавна награда на Беларус
Черният Олшански замък, изд.: ОФ, София (1983), прев. Пенка Кънева

### Повести
- Предыстория (~1950)
- Дзікае паляванне караля Стаха (1950-1958)
Страшната ловна дружина на крал Стах, изд.: „Отечество“, София (1981), прев. Румяна Ефтимова
- У снягах драмае вясна (1957)
- Цыганскі кароль (1958)
- Сівая легенда (1960)
- Зброя (1964)
- Ладдзя Роспачы (1964)
- Чазенія (1966)
Сал на бурната река, изд.: „Народна култура“, София (1982), прев. Симеон Владимиров и др.
- Лісце каштанаў (1973)
- Крыж Аняліна (1988)

### Легенди
- Маці Ветру (1956)
- Легенда аб бедным д'ябле і аб адвакатах Сатаны (1961)

### Пиеси
- Млын на Сініх Вірах (1959)
- Трошкі далей ад Месяца (1959-1960)
- Званы Віцебская (1974)
- Кастусь Каліноўскі (1963)
- Калыска чатырох чараўніц (1982)
- Маці ўрагану (1985)

### Сборници
- Матчына душа (1958)
- Вячэрнія ветразі (1960) – поезия
- Мая Іліяда (1969)
- Быў. Ёсць. Буду. (1986)
- Паэзія розных гадоў (1987)

### Екранизации
Хрыстос прызямліўся ў Гародні (1967)
Чырвоны агат (1973)
Дзікае паляванне караля Стаха (1979)
Лісце каштанаў (1981)
Чорны замак Альшанскі (1983)
Паром (1988)
Маці ўрагану (1990)
Сівая легенда (1991)